# デッド・ウォーカー
『デッド・ウォーカー』（原題：Anger of the Dead）は、2015年のイタリア・カナダ合作のホラー映画。

## あらすじ
謎のウイルスが蔓延し、荒廃した街では、感染者らが凶暴なゾンビに変貌を遂げ、次々と人間を襲っていた。夫と娘を失ったアリスは、スティーヴンとピーターと三人で行動し、安全な場所を探すも...。 

## スタッフ
- 監督：フランチェスコ・ピコーネ
- 脚本：フランチェスコ・ピコーネ
- 製作：ウーヴェ・ボル、マルコ・リストーリ、ルカ・ボニ
- 撮影：ミルコ・スガージ
- 編集：フランチェスコ・ピコーネ
- 音楽：ガブリエレ・カセッリ
- 特殊メイク：カルロ・ディアマンティーニ

## キャスト
- ロベルタ・スパルタ
- アーロン・スティールストラ
- マリウス・ビザウ
- デジレ・ジョルゲッティ
- マイケル・シーガル
- デヴィッド・ホワイト
- クラウディオ・カミッリ